# 그레이의 50가지 그림자 (영화)
《그레이의 50가지 그림자》(Fifty Shades of Grey)는 2015년 개봉된 미국의 로맨스 영화이다. 샘 테일러존슨이 연출을 맡고, 켈리 마셀이 각본을 맡았다. E. L. 제임스의 동명의 소설을 원작으로 하는 작품으로, 다코타 존슨이 아나스타샤 스틸, 제이미 도넌이 크리스천 그레이로 분하였다.
제65회 베를린 국제 영화제에서 2015년 2월 11일에 최초로 상영 되었으며, 2월 13일부터 미국 전역을 시작으로 개봉되었다. 대한민국에는 2월 25일 개봉되었다.
2015년 최악의 영화 1위로 선정되었다.

## 출연진
- 다코타 존슨 - 아나스타샤 스틸
- 제이미 도넌 - 크리스찬 그레이
- 에릭 존슨 - 잭 하이드
- 엘로이즈 멈퍼드 - 케이트 캐버노
- 벨라 히스코트 - 릴라 윌리엄스
- 리타 오라 - 미아 그레이
- 제니퍼 일리 - 칼라 윌크스
- 루크 그라임스 - 엘리엇 그레이
- 빅터 라숙 - 호세 로드리게스
- 맥스 마티니 - 제이슨 테일러
- 브루스 올트먼 - 제리 로치
- 킴 베이신저 - 엘리나 링컨
- 마샤 게이 하든 - 그레이스 트리벨리언그레이

## 같이 보기
- 와일드 오키드